# 普衡律師事務所
普衡律師事務所（英語：Paul Hastings，前稱）是一家國際性律師事務所，在全球設有18個辦事處，總部位於美國洛杉磯。普衡的客戶涵蓋多個範疇，當中不乏知名的金融機構和《財富》雜誌世界500強企業。

## 歷史
普衡律師事務所由三位戰後出身的律師：李·保羅（Lee Paul）、羅伯特·黑斯廷斯（Robert Hastings）及倫納德·贊羅夫斯基（Leonard Janofsky）於1951年創辦，首家辦事處位於美國洛杉磯。1974年，普衡在洛杉磯附近的加州橙縣開設辦事處。從此，普衡便不斷拓展規模及地理覆蓋。1970年代，普衡開始打進亞太區市場，協助日本客戶在美國建立業務、分銷及聯營事業，並在區內打下基礎。接下來的十多年，普衡在日本東京設立辦事處，向區內客戶提供有關併購和金融有關的法律服務，並積極尋求日本、南韓及台灣市場的新客戶。現時除東京之外，普衡在香港、北京及上海均設有辦事處，在亞洲市場的規模為所有美國律師事務所之冠。

## 辦事處
- 阿特蘭大
- 北京
- 布魯塞爾
- 芝加哥
- 法蘭克福
- 香港
- 倫敦
- 洛杉磯
- 米蘭
- 紐約
- 科斯塔梅薩
- 帕羅奧多
- 巴黎
- 聖地牙哥
- 三藩市
- 上海
- 東京
- 華盛頓

## 外部連結

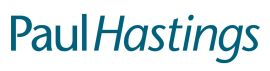
普衡

- Paul Hastings website （页面存档备份，存于）
- LawPeriscope Profile